# Летяща катерица на Томас
Летящата катерица на Томас (Aeromys thomasi) е вид бозайник от семейство Катерицови (Sciuridae).

## Разпространение и местообитание
Видът е разпространен в равнинните и планински гори на Индонезия и Малайзия, главно на остров Борнео, с изключение на неговата югоизточна част.
Въпреки оскъдната информация се смята, че видът вероятно е застрашен от загуба на местообитания.

## Описание
Женските катерици достигат обща дължина на тялото и главата от 34,3 cm, при дължина на опашката около 41 cm и тегло 1117 грама. При мъжките са измерени дължина на тялото и главата от 30 cm и дължина на опашката от 37 cm. Видът е по-голям от най-близкия си роднина – черната летяща катерица (A. tephromelas).
Цветът на козината е тъмнокафяв или черен.

## Хранене
Храни се нощем с плодове.